# Aurélien Diesse
Aurélien Diesse (Bondy, 16 de octubre de 1997) es un deportista francés que compite en judo.
Participó en los Juegos Olímpicos de París 2024, obteniendo una medalla de oro en la prueba de equipo mixto. En los Juegos Europeos de Minsk 2019 consiguió una medalla de bronce en la misma prueba.

## Palmarés internacional
| Juegos Olímpicos | Juegos Olímpicos    | Juegos Olímpicos  | Juegos Olímpicos |
| Año              | Lugar               | Medalla           | Categoría        |
| ---------------- | ------------------- | ----------------- | ---------------- |
| 2024             | París (Francia)     | Medalla de oro    | Equipo mixto     |
| Juegos Europeos  |                     |                   |                  |
| Año              | Lugar               | Medalla           | Categoría        |
| 2019             | Minsk (Bielorrusia) | Medalla de bronce | Equipo mixto     |